# Damaeus farinosus
Damaeus farinosus är en kvalsterart som först beskrevs av Trägårdh 1902.  Damaeus farinosus ingår i släktet Damaeus och familjen Damaeidae. Inga underarter finns listade i Catalogue of Life.